# Championnat d'Islande de football 1974
Navigation
Saison précédente Saison suivante
La saison 1974 du Championnat d'Islande de football était la 63e édition de la première division islandaise. Les huit clubs jouent les uns contre les autres lors de rencontres disputées en matchs aller et retour.
C'est l'ÍA Akranes qui remporte son 8e titre de champion d'Islande. Pour la 3e année consécutive, le champion d'Islande termine la compétition invaincu.
En bas du classement, un match décisif pour la relégation doit être organisé au Keflavíkurvöllur pour départager les deux derniers, le promu Vikingur Reykjavik et l'ÍBA Akureyri. Le Vikingur remporte la rencontre 3 buts à 1 et envoie son adversaire du jour en 2. Deild. 

## Les 8 clubs participants
| \| Reykjavik : · Fram - Valur · KR - Vikingur IBV Vestmannaeyjar ÍBK Keflavík ÍBA Akureyri ÍA Akranes \| Clubs participants |
| Reykjavik : · Fram - Valur · KR - Vikingur IBV Vestmannaeyjar ÍBK Keflavík ÍBA Akureyri ÍA Akranes                          |

| Club               | Classement 1973 | Stade            | Ville          |
| ------------------ | --------------- | ---------------- | -------------- |
| ÍA Akranes         | 5               | Akranesvöllur    | Akranes        |
| ÍBA Akureyri       | 6               | Akureyrarvöllur  | Akureyri       |
| Fram Reykjavik     | 4               | Laugardalsvöllur | Reykjavik      |
| ÍBK Keflavík       | 1               | Keflavíkurvöllur | Keflavík       |
| KR Reykjavik       | 7               | Laugardalsvöllur | Reykjavik      |
| Valur Reykjavik    | 2               | Laugardalsvöllur | Reykjavik      |
| IBV Vestmannaeyjar | 3               | Hásteinsvöllur   | Vestmannaeyjar |
| Vikingur Reykjavik | 2. Deild        | Laugardalsvöllur | Reykjavik      |

## Compétition

### Classement
Le barème de points servant à établir le classement se décompose ainsi :
- Victoire : 2 points
- Match nul : 1 point
- Défaite : 0 point

| Rang | Équipe               | Pts | J  | G | N | P | Bp | Bc | Diff |
| ---- | -------------------- | --- | -- | - | - | - | -- | -- | ---- |
| 1    | ÍA Akranes           | 23  | 14 | 9 | 5 | 0 | 24 | 10 | +14  |
| 2    | ÍBK Keflavík T       | 19  | 14 | 7 | 5 | 2 | 24 | 12 | +12  |
| 3    | Valur Reykjavik C    | 14  | 14 | 4 | 6 | 4 | 18 | 18 | 0    |
| 4    | ÍBV Vestmannaeyjar   | 13  | 14 | 3 | 7 | 4 | 20 | 20 | 0    |
| 5    | KR Reykjavik         | 13  | 14 | 4 | 5 | 5 | 16 | 19 | -3   |
| 6    | Fram Reykjavik       | 12  | 14 | 3 | 6 | 5 | 19 | 20 | -1   |
| 7    | Vikingur Reykjavik T | 9   | 14 | 2 | 5 | 7 | 14 | 19 | -5   |
| 8    | ÍBA Akureyri         | 9   | 14 | 3 | 3 | 8 | 16 | 33 | -17  |

|  | Qualifié pour la Coupe d'Europe des clubs champions 1975-1976 |
|  | Qualifié pour la Coupe des Coupes 1975-1976                   |
|  | Qualifié pour la Coupe UEFA 1975-1976                         |
|  | Barrage de relégation en 2. Deild                             |

### Matchs
| Résultats (▼dom., ►ext.)                                   | Fram | Aku | IBV | Kef | KR  | Val | Akr | Vik |
| Fram Reykjavik                                             |      | 2-3 | 1-1 | 0-1 | 1-1 | 2-1 | 1-1 | 1-2 |
| ÍBA Akureyri                                               | 1-4  |     | 0-3 | 0-2 | 3-2 | 0-1 | 1-1 | 0-2 |
| ÍBV Vestmannaeyjar                                         | 2-2  | 5-3 |     | 1-3 | 0-0 | 1-0 | 1-2 | 1-1 |
| ÍBK Keflavík                                               | 2-1  | 3-0 | 1-1 |     | 5-1 | 0-0 | 1-1 | 0-0 |
| KR Reykjavik                                               | 0-0  | 0-1 | 2-0 | 1-0 |     | 2-2 | 1-2 | 3-1 |
| Valur Reykjavik                                            | 2-2  | 3-3 | 2-2 | 1-3 | 2-0 |     | 0-1 | 2-1 |
| ÍA Akranes                                                 | 3-1  | 4-0 | 2-1 | 3-1 | 1-1 | 0-0 |     | 2-1 |
| Vikingur Reykjavik                                         | 0-1  | 1-1 | 1-1 | 2-2 | 1-2 | 1-2 | 0-1 |     |
| - Victoire à domicile - Match nul - Victoire à l'extérieur |      |     |     |     |     |     |     |     |

#### Barrage pour la relégation
| 5 octobre 1974 | Vikingur Reykjavik | 3 - 1 | ÍBA Akureyri | Keflavíkurvöllur, Keflavík |  |
|                |                    |       |              |                            |  |
|                | (Rapport)          |       |              |                            |  |

## Bilan de la saison
| Tableau d'Honneur                 |                 |
| Compétition                       | Vainqueur       |
| Championnat d'Islande de football | ÍA Akranes      |
| Coupe d'Islande de football       | Valur Reykjavik |
| Supercoupe d'Islande de football  | Fram Reykjavik  |

| Qualifications européennes                   |                 |
| Coupe d'Europe des clubs champions 1975-1976 | Qualifié        |
| 1er tour                                     | ÍA Akranes      |
| Coupe des Coupes 1975-1976                   | Qualifié        |
| 1er tour                                     | Valur Reykjavik |
| Coupe UEFA 1975-1976                         | Qualifié        |
| 1er tour                                     | ÍBK Keflavík    |

| Promotion et relégation |                  |
| Relégué en 2. Deild     | ÍBA Akureyri     |
| Promu en 1. Deild       | FH Hafnarfjörður |

## Meilleurs buteurs
| # | Buteurs               | Clubs              | Nb de Buts |
| - | --------------------- | ------------------ | ---------- |
| 1 | Teítur þórdarsson     | ÍA Akranes         | 9          |
| 2 | Steinar Johansson     | ÍBK Keflavík       | 8          |
| 3 | Ingi Björn Albertsson | Valur Reykjavik    | 6          |
| 3 | Orn Oskarsson         | ÍBV Vestmannaeyjar | 6          |